# Kloosterdijk (buurtschap)

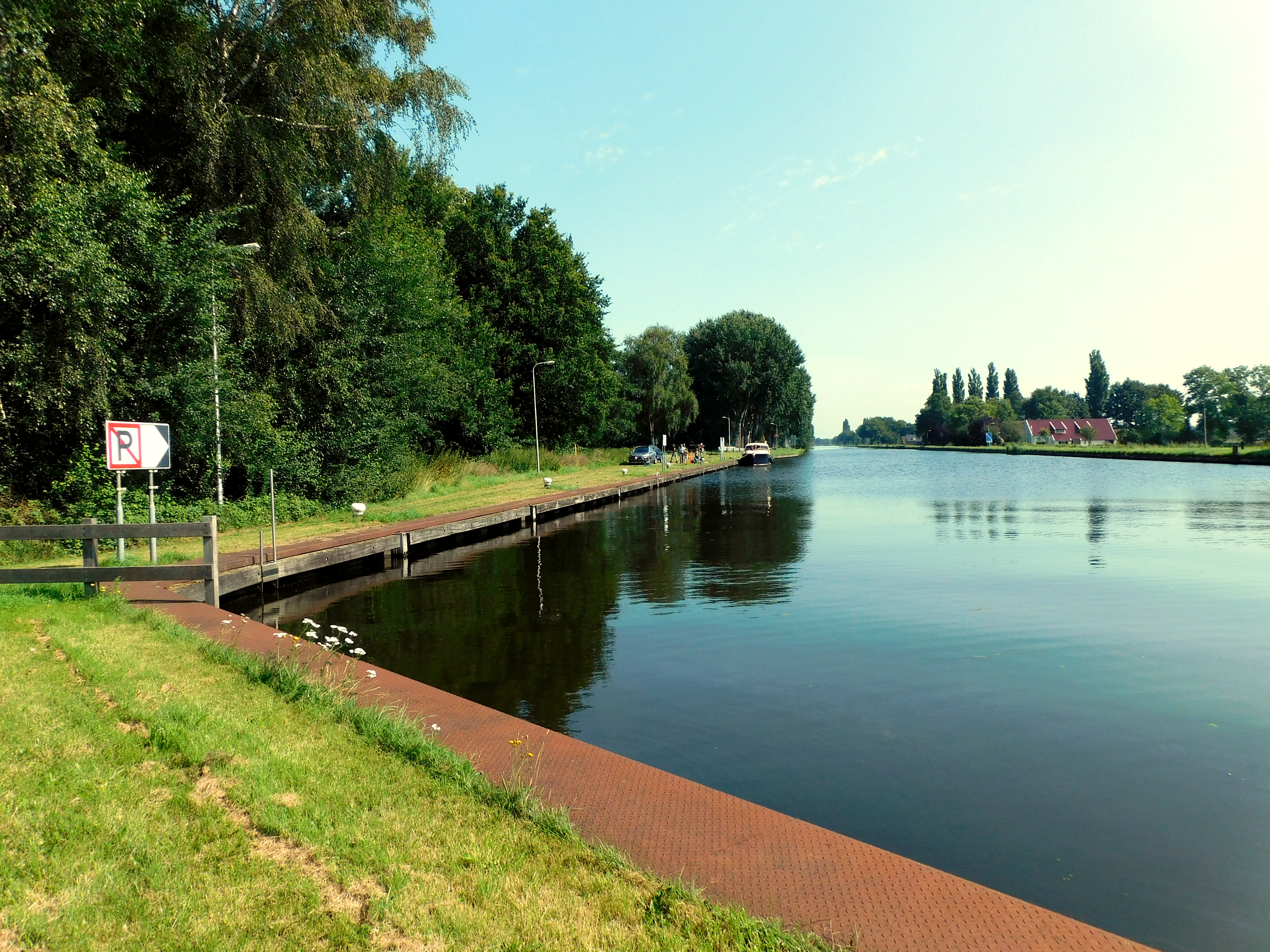
Wachtplaats kanaal bij Kloosterdijk

Kloosterdijk is een buurtschap in de gemeenten Ommen en Hardenberg in de Nederlandse provincie Overijssel. Kloosterdijk ligt ongeveer 7 km kilometer ten oosten van Ommen en 8 km ten zuiden van Hardenberg. In 2020 telde de buurt 95 inwoners. De oppervlakte is 9 hectare. De buurtschap valt voor de postadressen grotendeels onder de buurtschap Beerzerveld en deels onder het dorp Mariënberg.
De ouderdom van de buurtschap is onbekend maar in de Koninklĳke courant van 25 juni 1810 werd melding gemaakt van Kloosterdijk. De naam van de buurt werd in 2016 gewijzigd van Buurtschap Beerzerveld naar Kern Kloosterdijk.
Kloosterdijk ligt aan het Kanaal Almelo-De Haandrik. Bij de vergroting van de capaciteit van het kanaal is bij Kloosterdijk een nieuwe brug gebouwd, de "Welkom 2". De brug is op 18 april 2013 in gebruik genomen. De brug is een ontwerp van Jorge Noguera de Moura (São Paulo, Brazilië), architect van ingenieursbureau Royal Haskoning, en werd uitgevoerd door MF Emmen. De brug heeft een unieke constructie, met één staander (cantilever-kolom) en een balans met twee balansdelen, de breedte is 8,5 m.
"De twee expressieve balansarmen op één cantilever-kolom van de Kloosterdijkbrug symboliseren de twee kanten van het kanaal die door de brug verbonden zijn" (J.N. de Moura)